# Jack Nichols
Pour les articles homonymes, voir Nichols.
Jack Edward Nichols, né le 9 avril 1926 et décédé le 24 décembre 1992, est un joueur américain de basket-ball.

## Palmarès
- Champion NBA en 1957 avec les Celtics de Boston